# Ctenella chagius
Ctenella chagius là một loài san hô trong họ Meandrinidae. Loài này được Matthai mô tả khoa học năm 1928.

## Hình ảnh

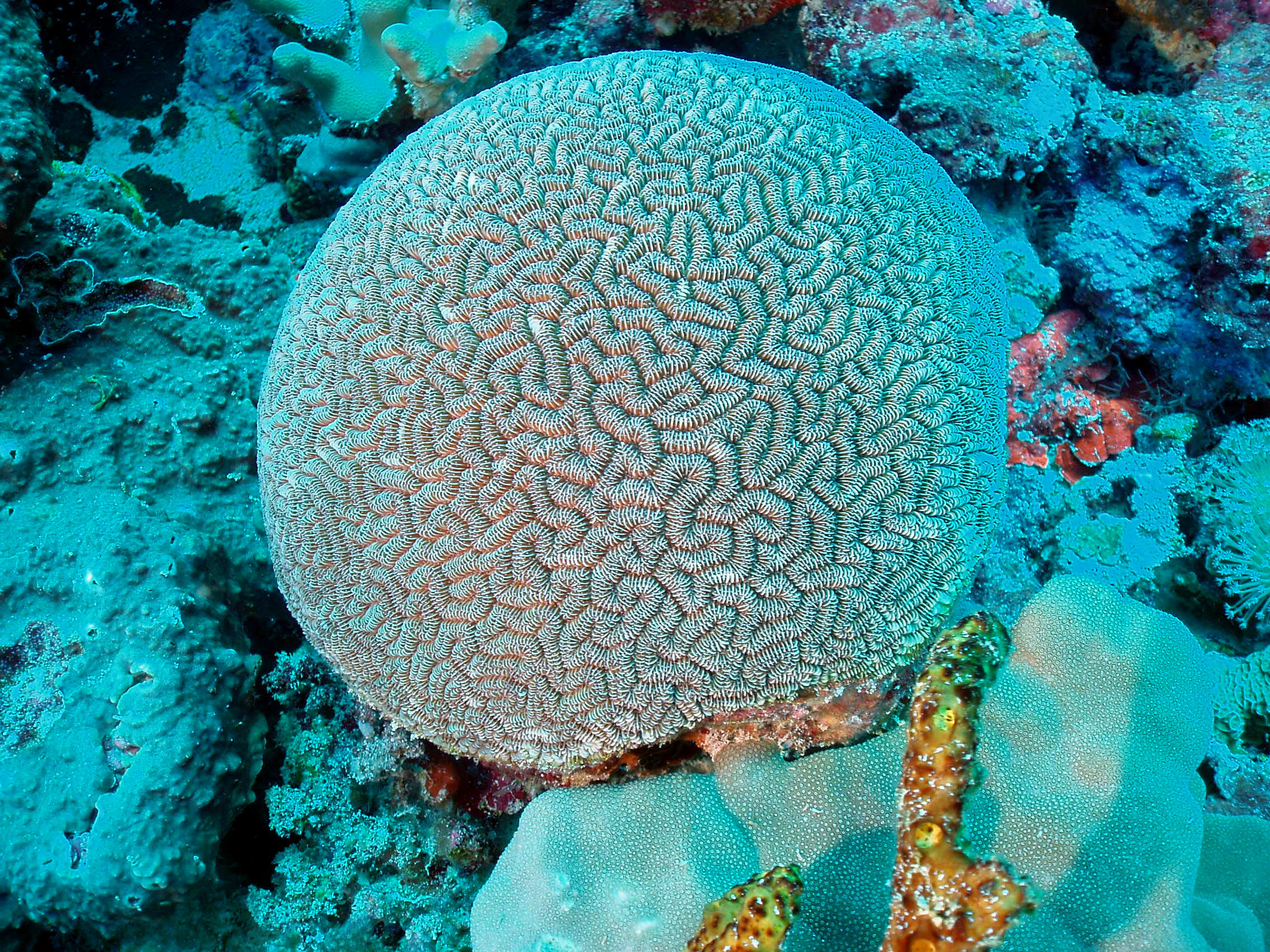